# 小針町 (名古屋市)
小針町（こばりちょう）は、愛知県名古屋市昭和区の地名。

## 歴史

### 沿革
- 1931年（昭和6年）4月1日 - 中区御器所町の一部により、同区小針町として成立[1]。
- 1937年（昭和12年）10月1日 - 昭和区成立に伴い、同区小針町となる[1]。
- 1943年（昭和18年）2月15日 - 昭和区御器所町の一部を編入する[1]。
- 1972年（昭和47年）8月1日 - 昭和区鶴舞二丁目に全域が編入され消滅[1]。